# Skogskejsarfoting
Skogskejsarfoting (Leptoiulus proximus) är en mångfotingart som först beskrevs av Nemec 1896.  Skogskejsarfoting ingår i släktet Leptoiulus och familjen kejsardubbelfotingar. Arten är reproducerande i Sverige. Utöver nominatformen finns också underarten L. p. noaranus.